# Lijst van vlaggen van El Salvador
Dit is een lijst van vlaggen van El Salvador.

## Nationale vlag (perFIAV-codering)
|          | Civiele vlag | Staatsvlag | Oorlogsvlag |
| -------- | ------------ | ---------- | ----------- |
| Te land  | · ?          | · ?        | · ?         |
| Te water | · ?          | · ?        | · ?         |

## Vlaggen van politieke partijen
| Vlag | Periode | Functie                                                       | Beschrijving |
| ---- | ------- | ------------------------------------------------------------- | ------------ |
|      |         | Vlag van de Nationalistische Republikeinse Alliantie.         |              |
|      |         | Vlag van het Front Farabundo Martí voor Nationale Bevrijding. |              |
|      |         | Vlag van de Gran Alianza por la Unidad Nacional.              |              |
|      |         | Vlag van de Democracia Salvadoreña.                           |              |
|      |         | Vlag van de Nuestro Tiempo.                                   |              |
|      |         | Vlag van de Nuevas Ideas.                                     |              |
|      |         | Vlag van de Vamos.                                            |              |
|      |         | Vlag van de Partido Independiente Salvadoreño.                |              |
|      |         | Vlag van de Partido de Concertación Nacional.                 |              |
|      |         | Vlag van de Christendemocratische Partij.                     |              |
|      |         | Vlag van de Bloque Popular Revolucionario.                    |              |
|      |         | Vlag van de Fuerzas Populares de Liberación Farabundo Martí.  |              |
|      |         | Vlag van de Resistencia Nacional.                             |              |